# No One Like You
No One Like You is een nummer van de Duitse hardrockband Scorpions uit 1982. Het is de eerste single van hun achtste studioalbum Blackout. Het nummer, dat bestaat uit gedeeltes met harde powerakkoorden en rustige passages, zal later nog op het album Best of Rockers 'n' Ballads verschijnen, waarbij het publiek zelf mag beoordelen of het een rocker of ballad is. Het nummer werd in ieder geval niet geselecteerd voor het album Gold Ballads.
"No One Like You" werd oorspronkelijk in het Duits geschreven. Het nummer werd een bescheiden hit in Duitsland, waar het de 40e positie behaalde. Ook in Amerika haalde het de hitlijsten, daar haalde het de 65e positie in de Billboard Hot 100. In het Nederlandse taalgebied werd het nummer geen hit.

## Trivia
Na een periode met ernstige stemproblemen gebruikte zanger Klaus Meine een opname van "No One Like You" om zijn arts te laten horen dat hij de weg naar boven weer gevonden had.
"No One Like You" werd als filmmuziek gebruikt in de achtste aflevering Bugs van de televisieserie Supernatural.